# André Leroi-Gourhan
André Leroi-Gourhan (París, 1911 - ibid., 1986) va ser un estudiós de la prehistòria francès.

## Biografia
Els seus pares moriren durant la Primera guerra mundial i ell va ser criat pels avis materns, raó per la qual va afegir posteriorment el cognom dels avis (Gourhan) al seu. Es llicencià en lletres i en llengües orientals (rus, xinès, japonès) el 1933. Els anys següents va treballar al Museu Britànic de Londres i al Japó en missions culturals oficials. Fou mobilitzat durant la Segona Guerra mundial i actuà com a traductor a la marina. Entrà en combat al final de la guerra i hi defensà també el patrimoni del museu del Louvre, motiu pel qual li fou atorgada la Legió d'Honor francesa. Acabada la guerra, exercí com a professor d'etnologia del colonialisme a la facultat de lletres de Lió. A partir de 1956, es dedicà a la recerca científica sobre arqueologia a París i els seus estudis anaren guanyant un gran reconeixement mundial.

## Obra
En destaquen dos aspectes:
- Com a excavador, principalment en els jaciments d'Arcy-sur-Cure i Pincenvent, renovà els mètodes d'excavació i defensà la necessitat d'un estudi interdisciplinari de l'arqueologia amb les ciències socials i biològiques que poguessin ser considerades de l'àmbit etnològic.
- Com a teòric, en dos camps principals: la religió i l'art.

Quant a la religió, en proposa una definició prèvia del concepte i no admet el comparatisme etnogràfic de la religiositat prehistòrica amb la de civilitzacions actuals.
Quant a l'art paleolític, en destaca la importància de les associacions de representacions artístiques i la relació amb la topografia de les coves. No accepta la consideració de les coves amb pintures paleolítiques com a "santuaris". És molt coneguda la seva interpretació simbòlica i sexual de les pintures parietals paleolítiques que fa del cavall el símbol masculí i del bisó, el femení. Segurament, aquesta interpretació està influïda per la psicoanàlisi freudiana.

## Principals obres
- L'Homme et la matière, París, Albin Michel, 1943
- Milieu et techniques, París, Albin Michel, 1945
- Le geste et la parole, París, Albin Michel, 1964-65
- Les religions de la Préhistoire, París, PUF, 1964
- Préhistoire de l'art occidental, París, Mazenod, 1965